# جبال فلسطين
هذة الصفحة تضمن جبال فلطسين ووصفها.

## جبال الجليل

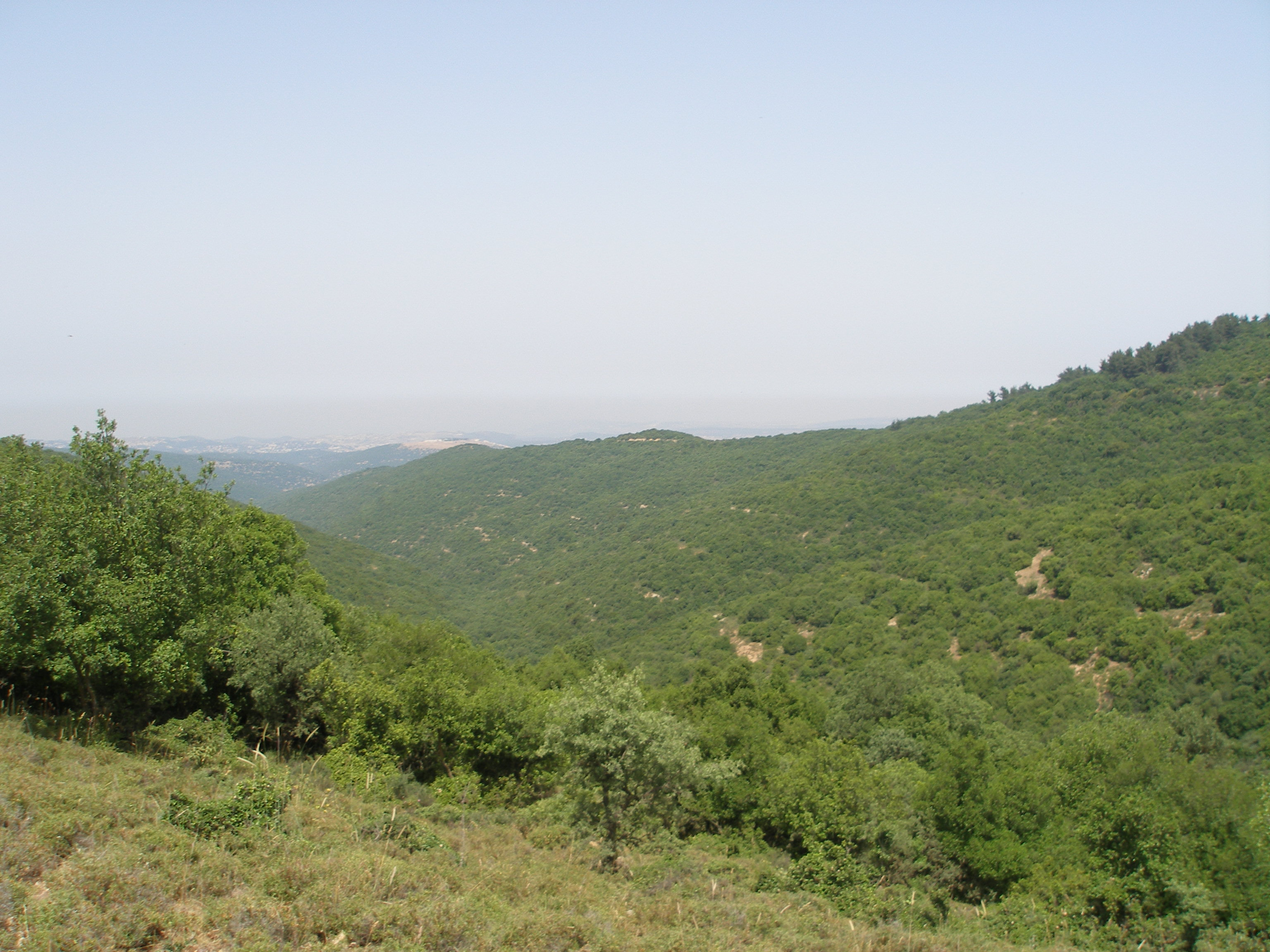
الجليل الأعلى في فلسطين

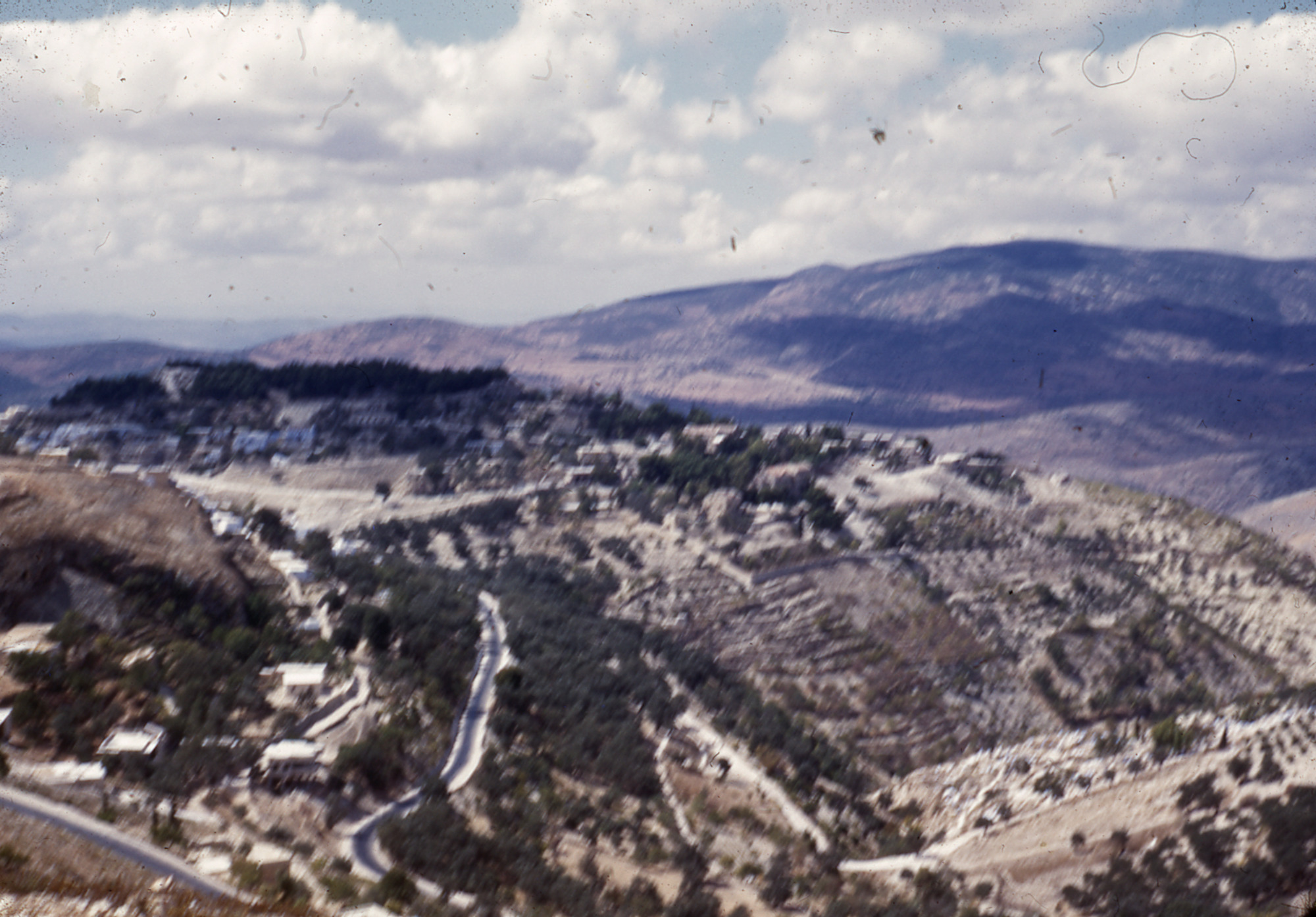
جبل كنعان في فلسطين

تتصل مرتفعات الجليل شمالاً بجبل عامل وتكاد الصفات الطبيعية للمنطقتين تكون واحدة، ومرتفعات الجليل تمتد نحوًا من خمسين كيلومترًا من نهاية سهل عكا غربًا إلى مشارف طبرية شرقًا، وما يقرب من المسافة نفسها من الحدود اللبنانية شمالاً إلى سهل مرج ابن عامر جنوباً. وبلغ معدل ارتفاعها بين ثلاثمئة وستمئة متر، إلا أن قممها تتجاوز هذا الارتفاع. فجبل الجرمق هو أعلى جبال فلسطين، علوه 1208 متر، وجبل كنعان، قرب مدينة صفد يرتفع حتى 841 مترًا. وهذه الجبال موجودة في منطقة الجليل الأعلى. بالإضافة إلى جبل عروس (1071م)، جبل حيدر (1047م)، جبل عداثر (1006م)، جبل البقيعة (886م) وغيرها.
والذي يعرف ما في جبال لبنان من وعورة وعمق في الأودية ومن كثرة المسالك الصخرية يرى في جبال الجليل صفات تختلف عن ذلك. فهي في كثير من الأحيان لا تعدو أن تكون تلالاً مستديرة واضحة الخطوط مكسوة بالعشب. وهذه المرتفعات تنتهي بشكل مفاجئ في الجنوب، ذلك بأن الذي يخرج من الناصرة مثلاً يجد نفسه بعد قليل، يهبط هبوطاً سريعاً إلى مرج ابن عامر. ويرى في الجهة الشمالية الشرقية من السهل. جبل الطور (طابور) الذي يرتفع من السهل إلى علو يبلغ نحو 650 مترًا، ويبدو هذا الجبل كأنه قبة ضخمة تتوسط هذا الجزء من السهل. وهي منطقة الجليل الأسفل. وأهم قمم الجليل الاسفل جبل كمانة الذي يفصله عن الجليل الأعلى، أما في منطقة الناصرة فهناك جبل الدحي بالإضافة لجبل طابور. 

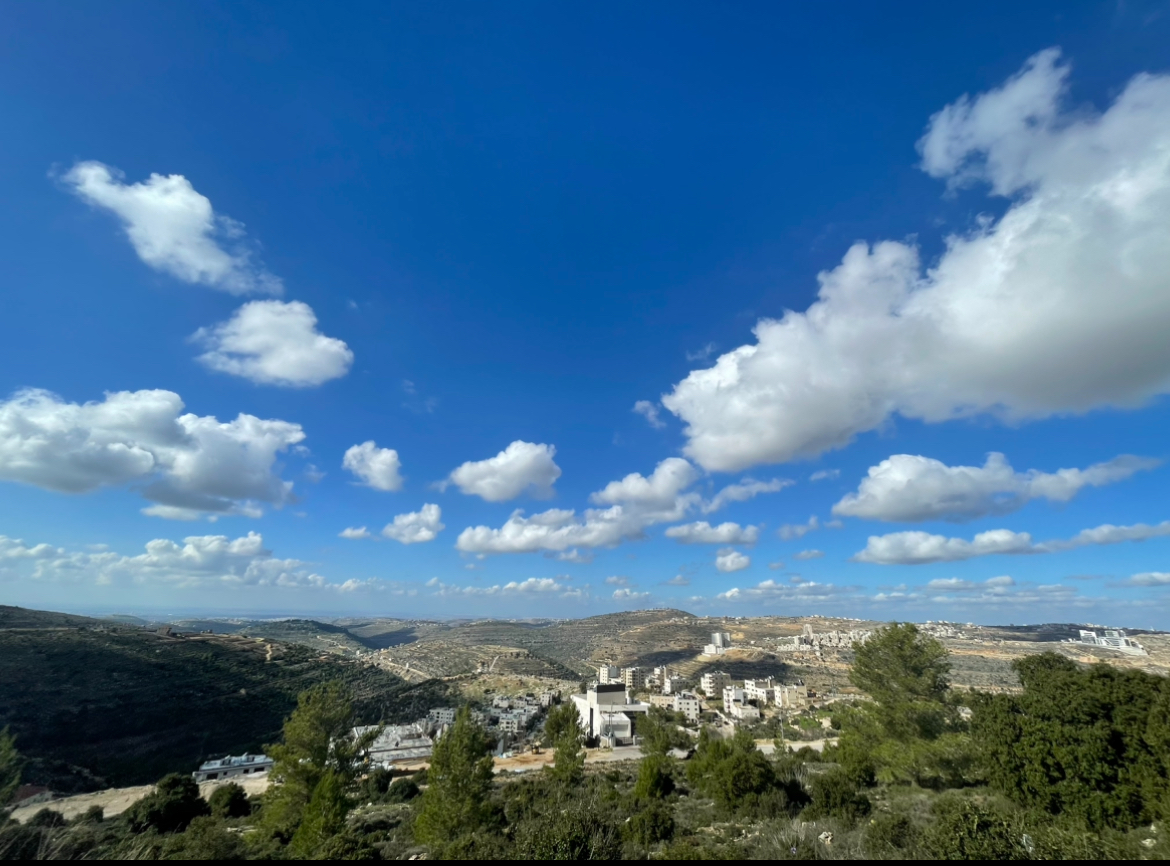
فلسطين، حيث تحتضن السماء أرض الزيتون، وتغمر الغيوم قمم الجبال بروعتها

## جبل الكرمل

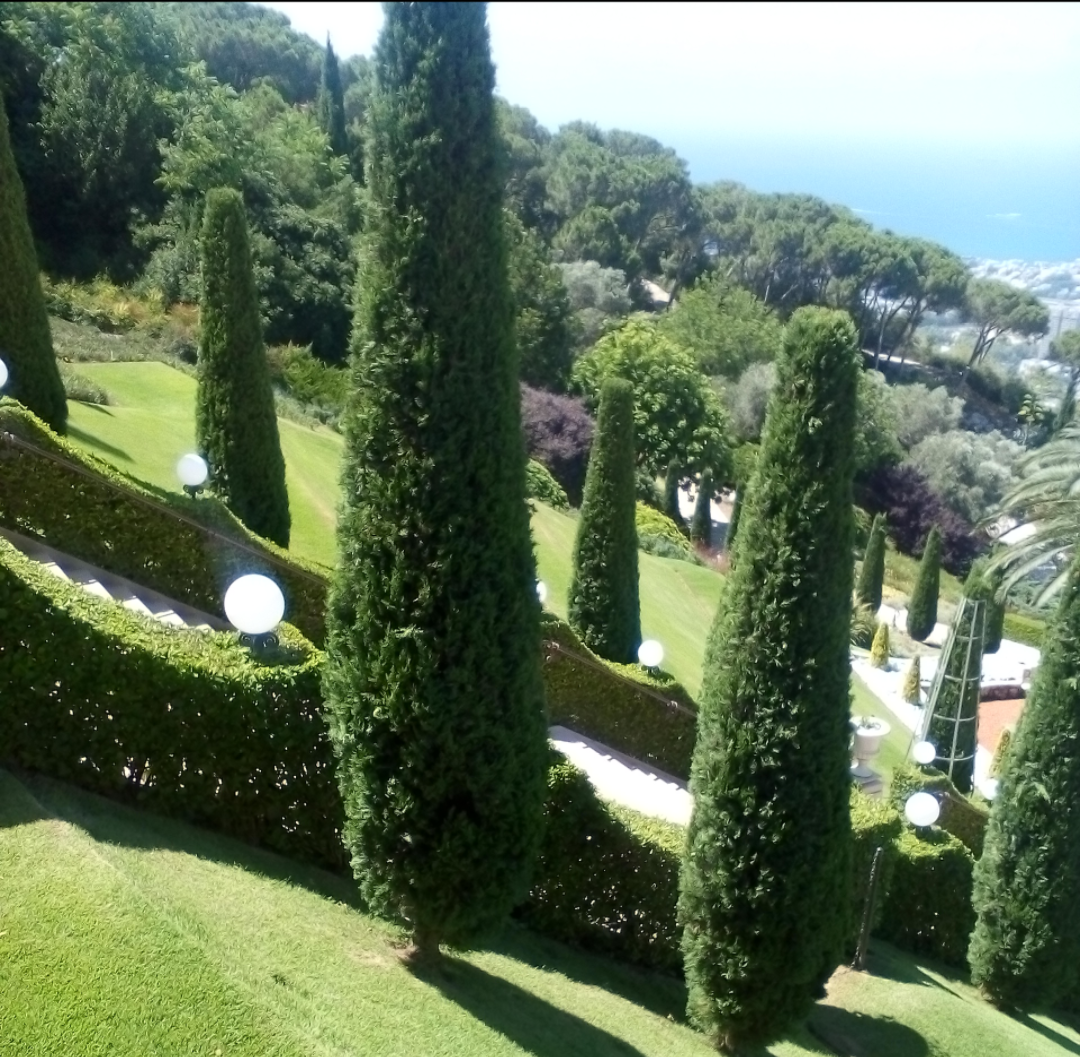
الأشجار في جبل الكرمل في فلسطين

يقع جبل الكرمل شمالي فلسطين على شكل مثلث هو يعتبر النهاية الشمالية لجبال نابلس ويحده من الشرق مرج بن عامر ومن الشمال سهل عكا ومن الغرب يحده ساحل البحر المتوسط الشمالي جبل الكرمل فيبلغ أعلى ارتفاع فيه 550 مترًا. على هذا الجبل تقع مدينة حيفا التاريخية وكذلك قرى مثل قرية أم الزينات المهجرة ودالية الكرمل وعسفيا

## جبال نابلس

جبل نابلس في فلسطين

تقع هذه الجبال إلى الجنوب من مرج ابن عامر شمالاً، وتمتد إلى الجنوب من مدينة نابلس (عند خان اللبن). وإذا أضفنا إليها جبل الكرمل الذي يبدأ عند مدينة حيفا ويصل إلى مجدّو ثم يتصل بها حول جنين. كانت الرقعة التي تشغلها قريبة من الرقعة التي تشغلها مرتفعات الجليل. وفي الشرق تطل هذه الجبال على الغور الذي يفيد نهره (الأردن) من المياه التي تحملها إليه الأودية مثل وادي الفارعة وبعض الأنهار وهذه الجبال، على العموم، أقل ارتفاعاً من جبال الجليل. وأهمها في مدينة نابلس نفسها جبل عيبال 914م وجرزيم 840م مترا. بالإضافة إلى جبل الركبة (891م)، جبل العُرمة (843م)، جبل باطن السهل (803م)، جبل حُريش (767م)، جبل بايزيد وجبل الخطاف (350 م) وجبل إسكندر (520 م) وغيرها من العشرات.
وقد أثرت عوامل التعرية في جبال نابلس فخددت فيها أودية كثيرة بعضها ضيق عميق، والبعض الآخر واسع بحيث سمح للغرين أن يستقر فيه ويكون سهولاً داخلية ضيقة لكنها خصبة. إلا أن جبال نابلس عمومًا، إذا قوبلت بجبال الجليل، أفقر في الموارد الطبيعية. والطبقات الظاهرة على السطح هي في الغالب من النوع الطبشوري تتخلله بعض نتوءات من البازلت، ولذلك كانت تربتها أفقر وينابيعها أقل كثيراً من جبال الجليل. ويغلب أن يستقر السكان فيها في الأودية الواسعة. أما جبالها فتصلح للرعي.

## جبال القدس والخليل

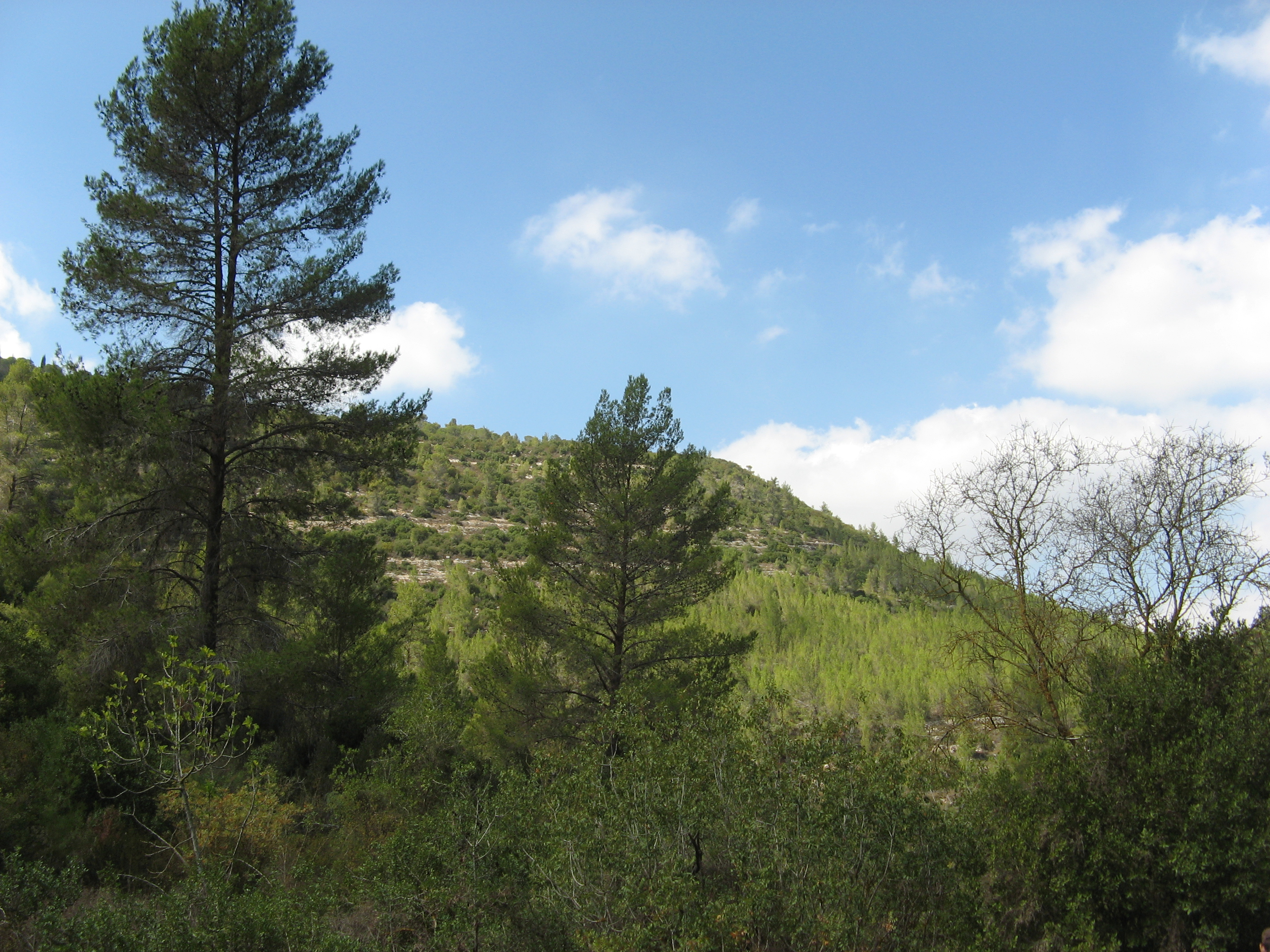
جبال القدس في فلسطين

إلى الجنوب من نابلس، على ما ذكرنا، تتداخل جبال نابلس بجبال القدس والخليل، التي يتراوح ارتفاع القسم الأكبر منها بين خمسمائة وألف من الأمتار على قمة هي 1020 م تقريبا في جبل النبي يونس، وبسبب قلة الأمطار التي تسقط عليها فإن عوامل التعرية لم تفعل فيها فعلها في جبال السامرة، لذلك فإن الأودية العميقة وخطوط الارتفاعات غير المنتظمة التي نراها في هذه الجبال أقل منها في تلك. وتظل هذه الجبال مرتفعات متصلة تكون هضبة عالية. قلما تختلف طبعيتها من مكان إلى آخر. وتظهر الصخور الكلسية الطبشورية على السطح. وتكون في الغالب عارية أي لا تعلوها التربة، والصفات الطبيعية الغالبة عليها مناطق صخرية جرداء واسعة، وصخور متفرقة متباعد وبعض الأخاديد التي تقع على جنبات التلال، وهي في الغالب جافة وإن كان ثمة مجار للمياه الجوفية وبعض الكهوف. ويغلب عليها أن تكسو أجزاء صغيرة منها نباتات من نوع الأنجم والنباتات الشوكية. هذه هي «برية القدس» العارية الجرداء الغبراء.
وتمتد هذه الجبال إلى الجنوب من مدينة خليل الرحمن بحيث تتصل بالنقب وتطل بعض الجبال من الخليل على البحر الميت، على أنه بين الجبال والنقب يمتد انخفاض من الشرق إلى الغرب، وهو أقل انخافضاً من الجبال المذكورة، وتربته الغرينية رقيقة جداً.
أما النقب فهو هضبة يترواح ارتفاعها بين 300 و600 متراً، إلا أن بعض المرتفعات الالتوائية في المنطقة تتجاوز معدل الارتفاع العام بما يقرب من 300 متر. إلا أن الأجزاء الشمالية والوسطى من النقب يكسوها غطاء من التربة الرخوة التي يمكن استغلالها لو توفر لها الماء.
إلى الغرب من جبال القدس والخليل وجبال السامرة تقع منطقة تلال انتقالية بين الجبال والسهل الساحلي، ولعل أصلها الجيولوجي مرتبط بالفوالق التي تعرضت لها المنطقة في العصور الجيولوجية السحيقة، والتي أوجدت هذه المنحدرات غربي الجبال. ومع أن الصخور التي تتكون منها سلسلة الجبال هذه هي الصخور الكلسية الطبشورية نفسها التي تتكون منها الجبال، فإن رطوبة الجو الموجودة هناك فعلت فعلها في تعرية التلال فأصبحت منحدرة انحداراً تدريجياً، وأودية واسعة تغطيها طبقة من التربة تصلح للزراعة، ولذلك فقد مكنت لعدد أكبر من السكان أن يستقر فيها.

## جبال النقب

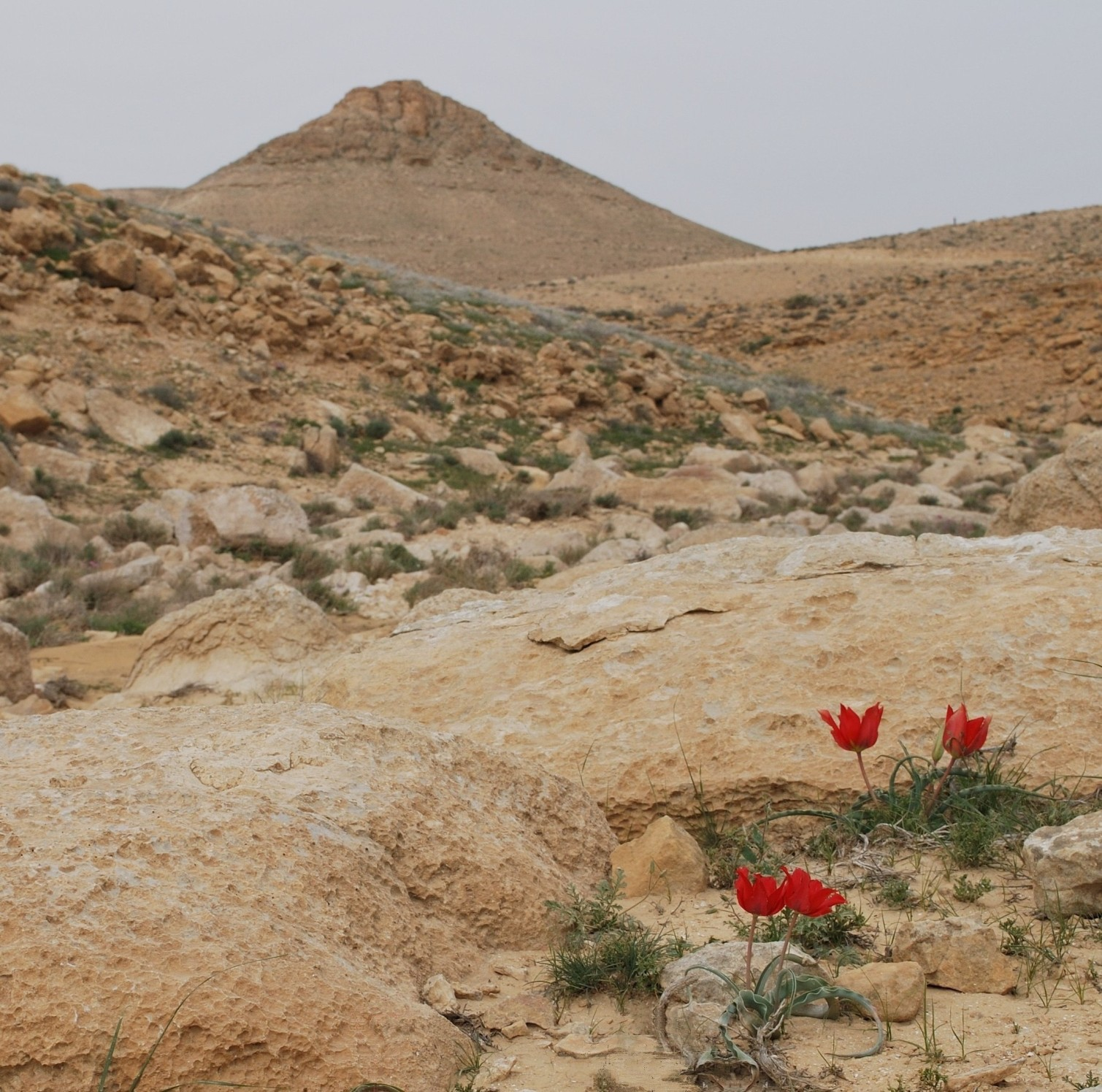
جبال النقب

يقع النقب جنوب فلسطين ويمتدّ على شكل مثلث بين البحر الميت وغزة وخليج العقبة، تشكّل الجبال 79% من مساحة النقب أي ما يقارب 8294 كم. كلما اتجهنا جنوبا زادت شدّة وعورة هذه الجبال، الأمر الذي أدى بالباحثين لتسميتها بالجروف، وكذلك يزداد ارتفاعها، يتراوح ارتفاع جبال النقب بين 600-1035 مترًا فوق سطح البحر، في الجهة الجنوبية الغربية يكون ارتفاع الجبال أعلى منه في المنطقة الشمالية، فالجبال في المنطقة الجنوبية الغربية تشكّل امتدادًا طبيعيا لسلسلة جبال سيناء.